# Trstice
Trstice és un poble i municipi d'Eslovàquia que es troba a la regió de Trnava, a l'oest del país. El 2023 tenia 3.857 habitants.

## Història
La primera menció escrita de la vila es remunta al 1608.

## Demografia
| Godina             | 1994 | 2004   | 2014   | 2024   |
| ------------------ | ---- | ------ | ------ | ------ |
| Nombre de persones | 3741 | 3746   | 3739   | 3816   |
| Diferència         |      | +0,13% | −0,18% | +2,05% |

| Godina             | 2023 | 2024   |
| ------------------ | ---- | ------ |
| Nombre de persones | 3857 | 3816   |
| Diferència         |      | −1,06% |